# Wharton, Texas
Wharton là một thành phố thuộc quận Wharton, tiểu bang Texas, Hoa Kỳ. Năm 2010, dân số của xã này là 8832 người.